# Oscar Coggins
Oscar Louis Coggins (7 de octubre de 1999) es un deportista hongkonés que compite en triatlón. Ganó tres medallas en el Campeonato Asiático de Triatlón, entre los años 2016 y 2022.

## Palmarés internacional
| Campeonato Asiático | Campeonato Asiático      | Campeonato Asiático | Campeonato Asiático |
| Año                 | Lugar                    | Medalla             | Prueba              |
| ------------------- | ------------------------ | ------------------- | ------------------- |
| 2016                | Hatsukaichi (Japón)      | Medalla de bronce   | Relevo mixto        |
| 2019                | Gyeongju (Corea del Sur) | Medalla de oro      | Individual          |
| 2022                | Aktau (Kazajistán)       | Medalla de plata    | Relevo mixto        |